# Anton Moravčík
Anton Moravčík (Komárno, 3 de junho de 1931 - 12 de dezembro de 1996) foi um futebolista eslovaco, que atuava como atacante.

## Carreira
Anton Moravčík fez parte do elenco da Seleção Tchecoslovaca de Futebol que disputou a Copa do Mundo de 1958.

## Ligações Externas
- Perfil em FIFA.com (em inglês)